# ASC Ville de Dakar
L' ASC Ville de Dakar, comunemente noto con la sigla ASCVD, è un club senegalese di pallacanestro con sede a Dakar. La squadra partecipa al campionato Nationale 1 Masculin, il massimo livello nazionale, nonché alla Basketball Africa League (BAL) nell'edizione 2025 e 2026.
La squadra maschile ha vinto due campionati, nel 2024 e nel 2025.

## Storia
Negli anni ’80, il club di pallacanestro fu fondato presso l’Ospedale Abass Ndao di Dakar, dalla volontà di infermiere e inservienti, che lavoravano nella struttura, di avere un club in cui praticare sport dopo il lavoro . Il dottor Pierre Moireau fu il primo dirigente dell’AS Municipalité, primo nome del club, supportato da un ex giocatore di basket locale, Mouhamadou Ndoye.
Nel 2005 la squadra cambiò il proprio nome in ASC Ville de Dakar ed iniziò a partecipare ai campionati nazionali del Senegal, ottenendo la promozione alla Nationale 1 Masculin nel 2018. 
Nella stagione 2024, l’ASCVD ha vinto il suo primo titolo nazionale nella Nationale 1 Masculin, sotto la guida dell’allenatore Libasse Faye. Nella finale, ha sconfitto il DUC Dakar con un margine di venti punti, grazie anche alla prestazione dell’MVP Thierry Sagna. In quanto campioni, l’ASCVD ha così ottenuto la qualificazione diretta per la Basketball Africa League 2025, facendo così il suo esordio in una competizione internazionale.\[4] In quella stessa stagione, il club vinse anche per la prima volta anche la Coppa Saint Michel.
Nella stagione successiva, nel 2025, il Ville de Dakar ha conquistato il secondo titolo consecutivo della Nationale 1 Masculin, battendo in finale la Jeanne d'Arc.

## Palmarès
- Nationale 1 Masculin

Campioni (2): 2024, 2025
- Saint Michel Cup

Campioni (1): 2024

## Organico
Organico per la stagione 2024-2025.
|    | Naz.                   | Ruolo | Sportivo          | Anno | Alt. | Peso |  |
| -- | ---------------------- | ----- | ----------------- | ---- | ---- | ---- |  |
| 0  | Senegal (bandiera)     | G     | Pape Djiby Boye   | 2001 | 189  | 82   |  |
| 1  | Senegal (bandiera)     | PG    | Saliou Gueye      | 2002 | 180  | 76   |  |
| 2  | Senegal (bandiera)     | AP    | Samba Fall        | 1999 | 194  | 88   |  |
| 5  | Senegal (bandiera)     | PG    | Thierno Niang     | 1990 | 185  | 86   |  |
| 7  | Senegal (bandiera)     | C     | Makhtar Gueye     | 1996 | 208  | 95   |  |
| 10 | Niger (bandiera)       | G     | Harouna Abdoulaye | 1993 | 196  | 89   |  |
| 11 | Senegal (bandiera)     | AG    | Bara Ndiaye       | 2003 | 202  | 90   |  |
| 12 | Stati Uniti (bandiera) | AP    | Will Perry        | 1995 | 183  | 84   |  |
| 14 | Mali (bandiera)        | G     | Soumaila Sissouma | 2002 | 186  | 79   |  |
| 15 | Senegal (bandiera)     | AP    | Modou Fall Thiam  | 2005 | 196  | 84   |  |
| 23 | Nigeria (bandiera)     | AG    | Devine Eke        | 1996 | 203  | 104  |  |
| 34 | Canada (bandiera)      | G     | Mamadou Sakho     | 1993 | 192  | 88   |  |
| 99 | Senegal (bandiera)     | AG    | Lamine Diane      | 1997 | 201  | 98   |  |

### Staff tecnico
| Ruolo           | Nome         |
| --------------- | ------------ |
| Capo Allenatore | Libasse Faye |

## Giocatori
- Devine Eke
- Abdoulaye Harouna
- Ater Majok
- Thierno Niang
- Makhtar Gueye
- Will Perry
- Samba Daly Fall